# Урянхадай
Урянхадай, Урянхатай (монг. Урианхайдай, кит. 兀良哈台; 1201—1272) — крупный монгольский военачальник, сын Субэдэя-багатура, полководец великих ханов Угэдэя и Мунке.

## Биография
Сын знаменитого монгольского полководца Субэдэя (1176—1248), ближайшего сподвижника Чингисхана.
Первоначально Урянхадай ведал охраной юного Мунке, внука Чингисхана. В 1233—1234 годах он вместе с Гуюком покорял Цзинь, в 1236—1242 годах участвовал вместе со своим отцом Субэдэем в Западном походе Бату-хана.
В 1253 году Урянхадай в составе монгольской армии под командованием царевича Хубилая участвовал в покорении государства Дали. В сентябре 1253 года Хубилай вместе с Урянхадаем выступил из Шэньси и двинулся через Сычуань к границам государства Дали. По пути Хубилай подчинил два местных княжества Муссу и Пе, отправив к царю Дали послов с требованием покориться. В ответ царь Дали приказал казнить монгольских послов. В октябре того же года монголы разбили армию Дали на р. Янцзы, после чего вступили в столицу государства без боя. Дали прекратило своё существование и было превращено в монгольское военное наместничество. После этого Хубилай вернулся на север, оставив в Дали полководца Урянхадая с частью монгольской армии. Став самостоятельным командующим, Урянхадай продолжил монгольские завоевания в этом регионе, покорив ряд юго-западных областей. В 1254 году он покорил тибетские княжества к юго-востоку от Цангпо, принудив их к покорности, затем отправился на север для отчёта перед ханом. В 1255 году Урянхадай, встретившись с ханом Мунке, вернулся на театр военных действий. Он предпринял поход на пограничные бирманские племена, соседние с Тибетом и Дали на территории позднейшей Юньнани. В 1256—1257 годах Урянхадай завершил это завоевание, покорив несколько бирманских племенных образований с северу от Пагана вплоть до границ Вьетнама. На завоёванных землях была создана административная область Юньнань, в которую вошли наместничество на территории бывшего государства Дали.
В 1257 году Урянхадай отправил посольство в Дайвьет (Вьетнам), формально признававший сюзеренитет империи Сун, потребовав покорности. Однако дайвьетский правитель велел взять под стражу монгольских послов. Это стало предлогом для начала войны с Дайвьетом. В октябре 1257 года Урянхадай с монгольской армией выступил в поход на Дайвьет. В ноябре-декабре монгольские войска прошли весь Вьетнам, опустошая и сжигая всё на своём пути. В конце года был взят Ханой, столицы Дайвьета. Однако из-за непереносимого климата и сопротивления вьетнамцев Урянхадай вынужден был через 9 дней отступить из столицы. В самом начале 1258 года Урянхадай с армией отступил из Вьетнама в Юньнань. Тем не менее, в марте 1258 года новый вьетнамский правитель признал свою формальную зависимость от монгольского хана Мунке.
В 1258—1259 годах Урянхадай участвовал в военных действиях Мунке-хана против империи Сун в Южном Китае. Осенью 1258 года он двинулся от вьетнамской границы, разбил приграничную сунскую армию, прошёл с юга на север через Гуанси, заняв несколько местных крепостей (Биньян, Гунсянь, Гуйлин). В 1259 году Урянхадай вторгся в Хунань и к августу осадил Таньчжоу, разбив ещё одну сунскую армию. Хубилай, который с главными силами осаждал город Учан, отправил подкрепление Урянхадаю под Таньчжоу.
В 1259—1260 годах после смерти великого хана Мунке полководец Урянхадай поддерживал его брата Хубилая в междоусобной борьбе за власть с другим братом Ариг-Бугой. В феврале 1260 года Урянхадай с войском прекратил осаду Таньчжоу, переправился через р. Янцзы в Хубэе, и без остановки двинулся на соединение с Хубилаем в Северный Китай (весна 1260 года). При переправе через Янцзы его арьергард был атакован и разбит сунской армией, которая немедленно вернула всю территорию, захваченную Хубилаем.
Сын Урянхадая — Аджу, участвовал в покорении южного Китая.